# 迈克·科林斯
迈克·科林斯（英語：Mike Collings，1954年9月29日—），新西兰男子射击运动员。他曾代表新西兰参加2002年、2010年和2014年英联邦运动会射击比赛，其中2010年英联邦运动会获得一枚金牌。